# 怪物猎人 世界
《魔物獵人 世界》是一款由卡普空制作並在PlayStation 4、Xbox One和Windows平台上發行的動作角色扮演游戏，是該系列繼2009年發售的《魔物獵人3》之後再次為家用主機平台制作的新作，也是系列首次在Windows上發售的本傳作品。本作也是首次支援繁簡中文的本傳遊戲，而騰訊的Wegame平台提前兩日（以北京时間計算）提供發售Windows版的簡體中文版本，但仅发售一周後即因被举报而下架停售。
《魔物獵人 世界》最初在2017年E3遊戲展上正式公布，遊戲的PlayStation 4和Xbox One版本於2018年1月26日發售。PC版於同年8月9日發售；PlayStation 4平台曾是亞洲地區遊戲主機的獨佔版本。遊戲在發售後獲得媒體評論的好評。本作的资料片《魔物獵人 世界：冰原》于2019年9月登陆PlayStation 4、Xbox One平台，2020年1月登陆Windows平台。

## 遊戲內容
玩家必須要操控一名前往新大陸探險的獵人，執行調查古龍遷移之謎的任務。玩家在遊戲開始將乘船跟著古龍—熔山龍前往新大陸，並透過自己的調查逐步了解古龍遷移之謎的真相，途中，玩家將探索古代樹森林、大蟻塚荒地、陸珊瑚台地、瘴氣谷、龍結晶地等地方，同時遭遇蠻顎龍、浮空龍、風漂龍、慘爪龍、爆鱗龍、滅盡龍等危險的魔物並將其討伐。在故事的最後，玩家必須與新大陸未知的古龍－冥燈龍作戰並贏得勝利。

## 開發
遊戲最初於E3 2017上宣布。根據制作人辻本良三和德田優也的說法，《魔物獵人 世界》將會是《魔物獵人系列》的主系列作品。德田優也和藤岡要曾是《魔物獵人4》的總監。《魔物獵人 世界》在2017 E3的3年前即開始制作。在2017年第十九屆香港動漫電玩節上，卡普空宣布本作在發售後會追加繁體中文化更新檔案，這是本傳作品的首次中文化。

## 资料片
2018年末，卡普空公布《怪物猎人 世界》的全新资料片《怪物猎人 世界：冰原》，将于2019年9月6日登陆PlayStation 4和Xbox One主机，PC版将于2020年1月9日更新。

## 評價
| 汇总媒体   | 得分                                |
| ---------- | ----------------------------------- |
| Metacritic | PS4：90/100 XONE：90/100 PC: 88/100 |

| 媒体           | 得分   |
| -------------- | ------ |
| Destructoid    | 9/10   |
| Edge           | 9/10   |
| 电子游戏月刊   | 9/10   |
| Game Informer  | 9.5/10 |
| GamesRadar+    | [ 22 ] |
| GameSpot       | 8/10   |
| IGN            | 9.5/10 |
| PC Gamer美国   | 86/100 |
| Polygon        | 9/10   |
| VideoGamer.com | 9/10   |
| Fami通         | 39/40  |

《魔物獵人 世界》普遍獲得媒體的好評。但遊戲在Steam平台收到了褒貶不一的評價，負面評價主要集中在Steam平台上，因為其頻繁出現的斷線問题。事後，遊戲發行商卡普空稱已注意到此問題並展開調查。
本作在中國大陸由騰訊WeGame平台代理，並於2018年8月8日發售。但WeGame官方於2018年8月13日公告宣稱，因“部分遊戲内容未符合政策法規的要求，相關政府管理部門接到大量舉報，本作相應運營資源文件現已取消”，在主管部門要求下，下架整改、停止遊戲發售。已在WeGame購買遊戲的玩家可選擇在8月20日8时前無條件退款，也可繼續進入遊戲當前版本，但無法保障後續所有服務，相關事宜或其他影響有待另行公告。
由於网易旗下的遊戲媒體「网易爱玩」在WeGame版下架时發表的言論，有網友懷疑是網易方面進行了針對性的舉報；在隨後微信公眾號文章的煽動下，網友輿論轉而大肆攻擊網易；這一情况導致了網易創始人丁磊現身否認。下架风波次月的9月10日，新浪微博用户@灵石路黄师傅爆料，其通过向主管单位申请信息公开，得到回复，下架原因为腾讯送审版本和实际运营版本不符，并没有腾讯自称的“大量举报”；认为此一事件为腾讯WeGame平台自己的责任。

### 銷售
截至2018年5月，本作的全球累計出貨量（含下載版）達到了790萬份，為全系列作品中的最高紀錄。
於卡普空的財報中，截至2018年4月16日，本作的實體出貨量和已販售的下載版合計超過了800萬份。
截至2019年1月23日，本作全平台的全球累計出貨量（含下載版）達到了1200萬份。
截至2019年10月7日,本作全平台的全球累計出貨量(含下載版)達到了1400萬份。
截至2021年10月19日，本作全平台的全球累計出貨量（含下載版）達到了2000萬份，成為卡普空歷史最暢銷的遊戲作品。

### 所獲獎項
| 年份 | 獎項                     | 類別                          | 獲提名                  | 結果 | 來源                 |
| ---- | ------------------------ | ----------------------------- | ----------------------- | ---- | -------------------- |
| 2017 | 科隆游戏展               | 最佳展位奖                    | 《魔物獵人 世界》       | 提名 | [ 38 ]               |
| 2017 | 科隆游戏展               | 最佳主机游戏（PlayStation 4） | 《魔物獵人 世界》       | 提名 | [ 38 ]               |
| 2017 | 科隆游戏展               | 最佳多人游戏                  | 《魔物獵人 世界》       | 提名 | [ 38 ]               |
| 2017 | 遊戲大獎                 | 最期待遊戲                    | 《魔物獵人 世界》       | 提名 | [ 39 ]               |
| 2018 | 日本遊戲大賞             | 年度作品部門大賞              | 《魔物獵人 世界》       | 獲獎 | [ 40 ] [ 41 ] [ 42 ] |
| 2018 | 日本遊戲大賞             | 杰出游戏奖                    | 《魔物獵人 世界》       | 獲獎 | [ 40 ] [ 41 ] [ 42 ] |
| 2018 | 金摇杆奖                 | 最佳视觉设计                  | 《怪物猎人 世界》       | 提名 | [ 43 ] [ 44 ] [ 45 ] |
| 2018 | 金摇杆奖                 | 最佳音效设计                  | 《怪物猎人 世界》       | 提名 | [ 43 ] [ 44 ] [ 45 ] |
| 2018 | 金摇杆奖                 | 最佳合作游戏                  | 《怪物猎人 世界》       | 獲獎 | [ 43 ] [ 44 ] [ 45 ] |
| 2018 | 金摇杆奖                 | 终极年度游戏                  | 《怪物猎人 世界》       | 提名 | [ 43 ] [ 44 ] [ 45 ] |
| 2018 | 遊戲大獎                 | 年度最佳遊戲                  | 《怪物猎人 世界》       | 提名 | [ 46 ]               |
| 2018 | 遊戲大獎                 | 最佳角色扮演遊戲              | 《怪物猎人 世界》       | 獲獎 | [ 46 ]               |
| 2018 | 遊戲大獎                 | 最佳多人遊戲                  | 《怪物猎人 世界》       | 提名 | [ 46 ]               |
| 2018 | 玩家选择奖               | 粉丝最爱游戏                  | 《怪物猎人 世界》       | 提名 | [ 47 ] [ 48 ]        |
| 2018 | 玩家选择奖               | 粉丝最爱多人游戏              | 《怪物猎人 世界》       | 提名 | [ 47 ] [ 48 ]        |
| 2018 | 玩家选择奖               | 粉丝最爱角色扮演游戏          | 《怪物猎人 世界》       | 獲獎 | [ 47 ] [ 48 ]        |
| 2018 | 钛金奖                   | 最佳角色扮演游戏              | 《怪物猎人 世界》       | 提名 | [ 49 ]               |
| 2018 | 澳大利亚游戏奖           | 年度多人在线游戏              | 《怪物猎人 世界》       | 提名 | [ 50 ]               |
| 2018 | 澳大利亚游戏奖           | 年度角色扮演游戏              | 《怪物猎人 世界》       | 提名 | [ 50 ]               |
| 2018 | 澳大利亚游戏奖           | 年度游戏                      | 《怪物猎人 世界》       | 提名 | [ 50 ]               |
| 2019 | 纽约游戏奖               | 年度最佳游戏大苹果奖          | 《怪物猎人 世界》       | 提名 | [ 51 ]               |
| 2019 | 纽约游戏奖               | 最佳世界自由女神像奖          | 《怪物猎人 世界》       | 提名 | [ 51 ]               |
| 2019 | D.I.C.E.奖               | 年度角色扮演游戏              | 《魔物獵人 世界》       | 獲獎 | [ 52 ] [ 53 ]        |
| 2019 | 国家电子游戏行业研究院奖 | 年度游戏                      | 《怪物猎人 世界》       | 提名 | [ 54 ]               |
| 2019 | 国家电子游戏行业研究院奖 | 角色设计                      | 《怪物猎人 世界》       | 提名 | [ 54 ]               |
| 2019 | 国家电子游戏行业研究院奖 | 系列设计                      | 《怪物猎人 世界》       | 提名 | [ 54 ]               |
| 2019 | 西南偏南游戏奖           | 杰出多人游戏                  | 《怪物猎人 世界》       | 提名 | [ 55 ]               |
| 2019 | 西南偏南游戏奖           | 年度最受欢迎游戏              | 《怪物猎人 世界》       | 提名 | [ 55 ]               |
| 2019 | Fami通白金殿堂           | 年度游戏                      | 《怪物猎人 世界》       | 獲獎 | [ 56 ]               |
| 2019 | Fami通白金殿堂           | 杰出奖                        | 《怪物猎人 世界》       | 獲獎 | [ 56 ]               |
| 2019 | 意大利电玩奖             | 玩家选择                      | 《怪物猎人 世界》       | 提名 | [ 57 ]               |
| 2019 | 意大利电玩奖             | 年度游戏                      | 《怪物猎人 世界》       | 提名 | [ 57 ]               |
| 2019 | 意大利电玩奖             | 最佳游戏设计                  | 《怪物猎人 世界》       | 提名 | [ 57 ]               |
| 2019 | 意大利电玩奖             | 最佳续作游戏                  | 《怪物猎人 世界》       | 提名 | [ 57 ]               |
| 2019 | 游戏评论家奖             | 最佳运营游戏                  | 《怪物猎人 世界》       | 提名 | [ 58 ]               |
| 2019 | 科隆游戏展               | 最佳运营游戏                  | 《怪物猎人 世界：冰原》 | 獲獎 | [ 59 ]               |
| 2019 | 金摇杆奖                 | 最佳游戏资料片                | 《怪物猎人 世界：冰原》 | 提名 | [ 60 ]               |
| 2019 | 游戏大奖                 | 最佳角色扮演游戏              | 《怪物猎人 世界：冰原》 | 提名 | [ 61 ]               |